# Jean Ouvrier
 (juillet 2024).
Jean Ouvrier, né à Paris en 1725 et mort en 1784, est un graveur français.
On lui doit notamment Les Grâces au bain d’après Boucher, Silène ivre d’après Falconet, Le Génie de l’art du dessin d’après Cochin, Isabeau qui déterre la tête de son ami d’après Cochin pour l’édition illustrée de Boccace, une vignette pour les Œuvres de Madame Deshoulières, les Défauts corrigés par l’affront d’après Schenau, les Deux Confidentes d’après Boucher, l’École flamande d’après Eisen, l’École hollandaise d’après Eisen, la Lanterne magique d’après Schenau, l’Origine de la peinture ou les Portraits à la mode d’après Schenau, la Lanterne magique d’après Schenau, le Petit Glouton d’après Schenau, la Petit Marché d’après Schenau, Vues des Alpes d’après Claude Joseph Vernet, Vues des Apennins d’après Vernet, Vue d’Avignon d’après Schenau, Vue de Naples d’après Schenau, Le Calme d’après Lacroix de Marseille, La Tempête d’après La Croix de Marseille, Les Villageoises de l’Appenin d’après Pierre, Les Jardinières italiennes au marché d’après Pierre. Jean Ouvrier a également terminé au burin l'eau-forte de Martin Marvie Vue perspective de la décoration élevée sur la terrasse du château de Versailles pour l'illumination et le feu d'artifice qui a été tiré à l'occasion de la naissance de Monseigneur le duc de Bourgogne, d'après Cochin.
Il fut l'élève de Jacques-Philippe Le Bas et le maître de Benoît-Louis Prévost.